# Vương quốc Murcia
Vương quốc Murcia (tiếng Tây Ban Nha: Reino de Murcia; tiếng Catalan: Regne de Múrcia; tiếng Anh: Kingdom of Murcia) tiền thân của nó là Taifa xứ Murcia, là một nhà nước của người Hồi giáo trên Bán đảo Iberia, bị Vương quyền Castile chinh phục và bảo hộ từ năm 1266. Sau 2 thập kỷ, nó được nâng lên thành Vương quốc Murcia, sau cuộc chinh phục của người Aragon, và sau đó quay trở lại với Castile do cuộc nổi dậy Múdejar 1264–1266 gây ra.
Nó duy trì tình trạng như vậy cho đến khi Javier de Burgos phân chia tỉnh Tây Ban Nha vào năm 1833. Đây là một "vương quốc" ("reino") theo nghĩa thứ hai do Diccionario de la lengua española đưa ra: Vương quyền Castile bao gồm một số vương quốc như vậy. Phạm vi của nó được trình bày chi tiết trong Respuestas Generales del Catastro de Ensenada (1750–54), một phần tài liệu của một cuộc điều tra dân số. Phần lớn nằm trong Vùng Murcia ngày nay, nó cũng bao gồm các phần của tỉnh Albacete, các đô thị Villena và Sax ở tỉnh Alicante, và một số địa phương ở tỉnh Jaén.
Giống như các vương quốc khác ở Tây Ban Nha, Vương quốc Murcia bị bãi bỏ bởi sự phân chia lãnh thổ của Tây Ban Nha năm 1833.
Danh hiệu "Vua của Murcia" được sử dụng bởi các vị vua của Vương quyền Castile và ngày nay là một trong những danh hiệu lịch sử của Vương quốc Tây Ban Nha.